# Anwar Moore
Anwar Moore, född 5 mars 1979, är en amerikansk friidrottare (häcklöpare). Morre blev tvåa på amerikanska inomhus mästerskapen 2005 och trea 2006. Hans stora genombrott kom år 2007 där han vann 110 meter häck på Golden League i Rom och Oslo. Hans personliga rekord är 13,12.